# Telugu (språk)
För andra betydelser, se Telugu (olika betydelser).

Ordet "telugu" skrivet med det telugiska skriftsystemet.

Telugu (తెలుగు) är ett dravidiskt språk som talas av närmare 70 miljoner människor, huvudsakligen i den indiska delstaten Andhra Pradesh. Det är det största modersmålsspråket bland etniska telugu, och ett av Indiens officiella språk.
De äldsta inskriptionerna på telugu är från 300-talet f.Kr., men det tidigaste egentliga litterära verket är Andhra Mahabharatamu, ett 1000-talsverk av poeten Nannaya Bhattarakudu.

## Karakteristika
Alla ord avslutas med vokalljud. Satsbyggnaden är fast. Exempelvis måste objektet komma före verbet. Telugu använder sig av prepositioner. 

## Skrift
Telugu skrivs med ett eget skriftspråk, teluguskrift, en abugida med 56 bokstäver. Varje tecken motsvaras av en stavelse. Stora likheter finns med det alfabet som används för kannada. Sanskrit har haft språkhistorisk påverkan på telugu.

### Vokaler
| Fristående | Med క (k) | ISO | IPA      | Fristående | Med క (k) | ISO | IPA        |
| ---------- | --------- | --- | -------- | ---------- | --------- | --- | ---------- |
| అ          | క         | a   | [ʌ]      | ఆ          | కా         | ā   | [a:]       |
| ఇ          | కి         | i   | [i]      | ఈ          | కీ         | ī   | [i:]       |
| ఉ          | కు         | u   | [u]      | ఊ          | కూ         | ū   | [u:]       |
| ఋ          | కృ         | r̥   | [rɨ, ru] | ౠ          | కౄ         | r̥̄   | [ri:, ru:] |
| ఌ          |           | l̥   |          | ౡ          |           | l̥̄   |            |
| ఎ          | కె         | e   | [e]      | ఏ          | కే         | ē   | [e:]       |
| ఒ          | కొ         | o   | [o]      | ఓ          | కో         | ō   | [o:]       |
| ఐ          | కై         | ai  | [aj]     | ఔ          | కౌ         | au  | [aw]       |

### Konsonanter
| Tecken | ISO | IPA  | Tecken | ISO | IPA   | Tecken | ISO | IPA  | Tecken | ISO | IPA   | Tecken | ISO | IPA |
| ------ | --- | ---- | ------ | --- | ----- | ------ | --- | ---- | ------ | --- | ----- | ------ | --- | --- |
| క      | k   | [k]  | ఖ      | kh  | [kʰ]  | గ      | g   | [g]  | ఘ      | gh  | [gʱ]  | ఙ      | ṅ   | [ŋ] |
| చ      | c   | [tʃ] | ఛ      | ch  | [tʃʰ] | జ      | j   | [dʒ] | ఝ      | jh  | [dʒʱ] | ఞ      | ñ   | [ɲ] |
| ట      | ṭ   | [ʈ]  | ఠ      | ṭh  | [ʈʰ]  | డ      | ḍ   | [ɖ]  | ఢ      | ḍh  | [ɖʱ]  | ణ      | ṇ   | [ɳ] |
| త      | t   | [t]  | థ      | th  | [tʰ]  | ద      | d   | [d]  | ధ      | dh  | [dʱ]  | న      | n   | [n] |
| ప      | p   | [p]  | ఫ      | ph  | [pʰ]  | బ      | b   | [b]  | భ      | bh  | [bʱ]  | మ      | m   | [m] |
| య      | y   | [j]  | ర      | r   | [r]   | ల      | l   | [l]  | వ      | v   | [ʋ]   | ళ      | ḷ   | [ɭ] |
| శ      | ś   | [ɕ]  | ష      | ṣ   | [ʂ]   | స      | s   | [s]  | ఱ      | ṟ   | [ɽ]   | హ      | h   | [h] |

### Övriga tecken
| Tecken | ISO | Tecken | ISO | Tecken | ISO | Tecken | ISO |
| ------ | --- | ------ | --- | ------ | --- | ------ | --- |
| కం      | kaṁ | కఁ      | kan̆ | కః      | kaḥ | క్      | k   |

## Räkneord
| Svenska | Telugu  |
| ------- | ------- |
| 1       | okaṭi   |
| 2       | renḍu   |
| 3       | mūḍu    |
| 4       | nālugu  |
| 5       | ayidu   |
| 6       | āru     |
| 7       | ēḍu     |
| 8       | enimidi |
| 9       | tommidi |
| 10      | padi    |

| Wikipedia | Wikipedia har en upplaga på Telugu (språk). |